# Ga Nhật Nam
Nhật Nam (tiếng Trung: 日南車站; bính âm Hán ngữ: Rìnán Chēzhàn; bính âm thông dụng: Rìhnán Chejhàn) là một ga đường sắt trên Tuyến Bờ Tây (Tuyến ven biển) thuộc Cục quản lý Đường sắt Đài Loan (TRA) nằm tại Đại Giáp, Đài Trung, Đài Loan.

## Lịch sử
Nhà ga mở cửa vào ngày 11 tháng 10 năm 1922.

## Cấu trúc
Một trong 5 mẫu ga với kiến trúc gỗ còn xót lại của tuyến ven biển ở Đài Loan.